# بابينوس
كان پاپينوس (ماركوس كلوديوس بابينوس مكسيموس؛ ولد نحو عام 165/170 – وتوفي في 29 يوليو 238) إمبراطورًا رومانيًا مع بلبنوس لثلاثة أشهر عام 238، خلال عام الأباطرة الستة. إن مصادر هذه الفترة شحيحة، وبالتالي المعلومات حول الإمبراطور محدودة. يُشار إلى بابينوس في معظم النصوص المعاصرة باسمه الثالث (السمة) «مكسيموس» وليس باسمه الثاني (اسم العائلة) بابينوس.

## حكمه
حين أُعلن عن غورديان الأول وابنه أباطرةً في أفريقية، عيّن مجلس الشيوخ هيئةً من عشرين رجلًا، من بينهم عضو المجلس بابينوس، لتنسيق العمليات ضد مكسيمينوس ثراكس لحين وصول غورديان وابنه. لكن، بناءً على أخبار هزيمة وموت غورديان وابنه، اجتمع مجلس الشيوخ في جلسة مغلقة في معبد جوبيتر كابيتولين وصوتوا لتنصيب عضوين من المجلس ليكونا أباطرة شركاء – بابينوس وبلبنوس. على عكس الوضع الذي كان في عام 161 مع ماركوس أوريليوس ولوسيوس فيروس، فقد انتُخب كِلاهما حبرًا أعظمًا، كبيري كهنة الطوائف الرسمية.[بحاجة لمصدر]

وفقًا لإدوارد غيبون (مُستندًا على روايات هيروديان وهستوريا أوغوستا)، كان الاختيار حساسًا، إذ:
شُكل ذهن مكسيموس [بابينوس] في نموذجٍ أقسى [من ذهن بلبنوس]. ببسالته وقدراته رفع نفسه من النشأة الأردأ إلى أولى مناصب الدولة والجيش. كان لانتصاراته على السارماتينيين والألمان، وتقشف حياته، وعدالته ذات الحياد الصارم وهو حاكم المدينة، الأثر في تقدير شعبٍ كانت مشاعره ميالة لبلبنوس الودود أكثر. كان كلاهما قنصلًا... و، حقق كلاهما النضج الكامل من ناحية السن والخبرة، إذ كان أحدهما يبلغ الستين عامًا والآخر أربعٌ وسبعون.
على أي حال، تلاعبت طوائفٌ ضمن مجلس الشيوخ والتي أملت بالانتفاع من تبوؤ الغورديانيين، بالشعب والحرس البرايتوري (الإمبراطوري) للمطالبة بترفيع غورديان الثالث زميلًا إمبراطوريًا معهما. في وقت ما خلال آواخر شهر أبريل، ترك بابينوس زميله بلبنوس مسؤولًا عن الإدارة المدنية في روما، وسار إلى رافينا، حيث أشرف على حملة ضد مكسيمينوس، مُجندًا قوات ألمانية مساعدة خدمت تحت إمرته حين كان في جرمانيا. بعد اغتيال مكسيمينوس من قِبل جنوده خارج أيليا تمامًا، أرسل بابينوس قوات مكسيمينوس وقواته على حد سواء إلى أقاليمهم (مع هبة كبيرة) وعاد إلى روما مع حارسه الشخصي الألماني الذي حصل عليه حديثًا.
أثناء ذلك، فشل بلبنوس في الحفاظ على النظام العام في العاصمة. تشير المصادر إلى أن بلبنوس شك في استخدام بابينوس لحارسه الشخصي الألماني من أجل إزاحته، وعاشا لاحقًا في أجزاء مختلفة من القصر الإمبراطوري. عنى هذا أنهما كانا تحت رحمة عناصر ساخطة من الحرس البرايتوري، المستاء من خدمة أباطرة مُعيّنين من قِبل مجلس الشيوخ، وباتوا يخططون لقتلهما. توسل بابينوس، بعد أن أصبح على دراية بالتهديد، إلى بلبنوس للاستنجاد بالحارس الشخصي الألماني. رفض بلبنوس، مُعتقدًا بأن هذه الأخبار كانت جزءًا من مؤامرة بابينوس لاغتياله، وبدأ الاثنان بالجدال وداهمهما الحرس البرايتوري في الغرفة بنفس اللحظة. أوقف كِلا الإمبراطورين وجُرّا إلى السجون البرايتورية حيث عُذبا وقُطّعا حتى الموت في الحمام.